# Frasco (アルバム)
『frasco』（フラスコ）は、日本の音楽ユニット、eufoniusの14枚目のアルバム。2014年1月14日に発売された。

## 概要
- 『ねじまきむじか3』以来およそ1年6ヵ月ぶりの自主制作ミニアルバムである。
- アルバムジャケットはデザイナーである原惇子が担当している。

## 収録曲
（特記以外、作詞：riya、作曲・編曲：菊地創）
1. Renatus [5:30]
2. frasco [3:13]
3. scherbe [4:45]
4. レアリテ [2:39]
5. 浮標 [5:09]
6. Frog song [4:29]
7. suggest [6:20]
8. revelation [3:49]
作詞・作曲：riya、編曲：伊賀拓郎
PCゲーム『グリムガーデンの少女』OP主題歌。
9. frasco 〜instrumental〜
10. revelation 〜instrumental〜

## 参加ミュージシャン
- Guitar - 朝井泰生（#1,3,6-8）
- Piano - ただすけ（#1,2,4-7）、伊賀拓郎（#8）
- Bass - 渡辺等（#1-3,5-7）
- Drum - 矢吹正則（#1-3, 6,7）
- Violin＆Viola -真部裕（#5,6,8）
- Cembalo - ただすけ（#2）
- Chorus - riya
- All Other Instruments - 菊地創（#1-3,6,7）、伊賀拓郎（#8）